# 伊丽娜·哈里斯玛·苏坎达尔
伊丽娜·哈里斯玛·苏坎达尔（Irine Kharisma Sukandar，1992年4月7日—），印度尼西亚女子国际象棋棋手。2007年她成为了印尼第一位国际象棋女子特级大师（WGM）。2014年，获国际大师（IM）称号，又成为了印尼历史上首位获该称号的女棋手。
苏坎达尔于2006年至2010年间连续四次获得印度尼亚西国际象棋女子全国冠军。此后，她于2012年、2014年两度夺得亚洲国际象棋女子冠军。